# 范宸菲
范宸菲（1988年1月31日—），台灣女演員。於影視、舞台皆有表演作品。同時積極歌曲創作，發展音樂事業。2015年，通過由王小棣等八位導演共同創辦的「Q Place表演教室」好演員班甄選、戲劇課程訓練，以第一期學員身分結業。隨後亦參與《植劇場》系列的演出。畢業於高雄女中、國立政治大學外交學系、國立台北藝術大學劇場藝術創作研究所表演組。在2018年大愛劇場《在愛之外》電視劇中飾演郭翠花一角有亮眼的表現。在2020年三立台灣台《炮仔聲》八點檔連續劇中飾演夏盈盈一角爆紅。在2021年公視《國際橋牌社2》政治歷史劇，飾演女主角蘇婉甄，2022年以此劇入圍第57屆金鐘獎『戲劇節目女主角獎』。2024年以Podcast節目在第3屆客聲獎上，與邱瑞清合作主持的《不專業聊職業》和《不專業逛超市》，分別榮獲Podcast組『最佳知識教育節目獎』和『最佳生活風格節目獎』雙料殊榮。

## 影視作品

### 劇集
| 年份   | 頻道                         | 劇名                      | 飾演           | 性質   | 導演                                         |
| ------ | ---------------------------- | ------------------------- | -------------- | ------ | -------------------------------------------- |
| 2011年 | 公視                         | 公視人生劇展－數到第365天 | 舞蹈教室同學   | 臨演   | 王小棣                                       |
| 2013年 | 華視                         | 金牌老爸                  | 金歡           | 女配角 | 方芳、朱建青、王文茜                         |
| 2014年 | 大愛電視台                   | 南國小太陽                | 文鳳           | 女配角 | 羅至中                                       |
| 2014年 | 大愛電視台                   | 情牽巧藝坊                | 秀妹學姊       | 女配角 | 鄧安寧、賴紹陽                               |
| 2015年 | 公視                         | 公視學生劇展－孝悌兒童    | 媽媽           | 女配角 | 陳建彰                                       |
| 2015年 | 公視 衛視中文台              | 長不大的爸爸              | 妞妞老師       | 客串   | 王明台                                       |
| 2015年 | 大愛電視台                   | 望你早歸                  | 詹秀足         | 女主角 | 鄭鈞仁、許珮珊、陳家俊                       |
| 2016年 | 台視 八大綜合台 公視         | 植劇場－戀愛沙塵暴        | 汪汪           | 客串   | 北村豐晴                                     |
| 2016年 | 台視 八大綜合台 公視         | 植劇場－荼蘼              | 高美瑜         | 女配角 | 王小棣、黃天仁                               |
| 2016年 | 台視 東森綜合台              | 如朕親臨                  | 任愛真         | 女配角 | 陳嘉鴻                                       |
| 2016年 | 大愛電視台                   | 蘇足                      | 林文玲         | 女配角 | 江瑞宗、葉鴻偉、章可中                       |
| 2016年 | 台視 八大綜合台 公視         | 植劇場－天黑請閉眼        | 羅巧依         | 客串   | 柯貞年、陳玉勳                               |
| 2017年 | 台視 八大綜合台 公視         | 植劇場－積木之家          | 葉聖芬         | 女主角 | 廖士涵                                       |
| 2018年 | 大愛電視台                   | 在愛之外                  | 郭翠花         | 女主角 | 李權峰                                       |
| 2018年 | 愛奇藝台灣站 台視 東森綜合台 | 種菜女神                  | 丘伶珊         | 女配角 | 廖士涵、郭春暉                               |
| 2019年 | 大愛電視台                   | 與愛同行                  | 李秀敏         | 女主角 | 黃克義                                       |
| 2020年 | 三立台灣台                   | 炮仔聲                    | 夏盈盈         | 女配角 | 龔美富、劉建律、卓少君、林森、左孝虎、連春利 |
| 2020年 | MyVideo KKTV                 | 記憶浮島                  | Nicole         | 女配角 | 陳宣境                                       |
| 2021年 | YouTube 公視                 | 國際橋牌社2               | 蘇婉甄         | 女主角 | 林龍吟、林世章                               |
| 2023年 | 公視                         | 國際橋牌社外傳：和平歸來  | 蘇婉甄         | 女配角 | 林世章                                       |
| 2023年 | 三立台灣台                   | 天道                      | 朱麗萍（年輕） | 客串   | 劉建律、廖斐鴻                               |
| 2023年 | 大愛電視台                   | 早點回家                  | 李秀紋（青年） | 女配角 | 黃克義                                       |
| 2023年 | 公視台語台                   | 夜盲                      | 曼麗           | 女主角 | 張靖野                                       |
| 2024年 | 大愛電視台                   | 你好，我是誰2             | 簡均穎         | 女配角 | 馮凱                                         |
| 2025年 | 大愛電視台                   | 院長爸爸                  | 林資菁         | 女配角 | 洪子鵬                                       |
| 2025年 | 民視                         | 木蘭特工                  |                | 女主角 | 王毓雅                                       |

### 電影
| 首映日期       | 片名          | 飾演         | 性質   | 導演   |
| -------------- | ------------- | ------------ | ------ | ------ |
| 2015年10月23日 | 《234說愛你》 | 劇團團員     | 客串   | 張瑋真 |
| 2017年10月1日  | 《時光》      | 咖啡廳獨白者 | 客串   | 蔡牧民 |
| 2024年5月24日  | 《她說》      | 女孩         | 女主角 | 王明霞 |

### 獨立製片
- 《局外人》入圍第三十五屆金穗獎 學生作品獎[12]（2012年，世新大學廣電系第18屆畢業製作）
- 《親愛道別》（2014年，政治大學廣電系第23屆畢業製作）─飾 曉蓉
- 《花季》九族文化村櫻花微電影比賽 銀牌獎（2014年，源日工作室，導演 蘇家弘）─飾 小安
- 《怪獸》（2014年，導演 宋嘉玲）─飾 鄭心喬
- 《審判[13]》（2016年，導演 李永為）─飾 妻子

### 短片
- 《台北好時光》台北探索館形象影片（2012年，導演 侯季然）─飾 排球高中生
- 《新居落成》現代婦女基金會家庭暴力宣導影片[14]（2015年，源日工作室，導演 蘇家弘）─飾 妻子
- 《誠品電影院 形象廣告》（2015年）
- 《哎唷‧愛喲》（2015年，東森噪咖網路影片，導演 蔣登凱）
- 《無生 The Night of Salvation》（2018年，2018台北電影節）
- 《臺南博物館節宣傳影片》（2020年，臺南文化局）
- 客傳會《讓我說進你心裡》（2021年，母語推廣計畫系列影片）
- 《蒂姆.沃克:美妙事物 & 奈良美智 兩大國際特展在台南宣傳影片》（2021年，臺南文化局）

#### 植劇場計劃
| 年份   | 頻道                 | 劇名                                        | 飾演   | 性質     | 導演   |
| ------ | -------------------- | ------------------------------------------- | ------ | -------- | ------ |
| 2016年 | 台視 八大綜合台 公視 | 植劇場『未來星』系列---范宸菲（范曉安）     | 范宸菲 | 女主角   | 不適用 |
| 2016年 | 台視 八大綜合台 公視 | 《台灣孩子演台灣故事》一張紙的夢想─愛國獎券 | 范宸菲 | 女主角   | 練健輝 |
| 2016年 | 台視 八大綜合台 公視 | 《戀愛沙塵暴之番外篇07》蛇皮包的後來        | 汪汪   | 女主角   | 貓克斯 |
| 2016年 | 台視 八大綜合台 公視 | 《荼蘼之番外篇11》原來她最壓抑              | 高美瑜 | 女主角   | 曾鐵蛋 |
| 2016年 | 台視 八大綜合台 公視 | 荼蘼植日生週記第五集                        | 范宸菲 | 女主角   | 不適用 |
| 2016年 | 台視 八大綜合台 公視 | 荼蘼植日生週記第六集_大來賓小課堂           | 范宸菲 | 女主角   | 吳怡靜 |
| 2017年 | 台視 八大綜合台 公視 | 《積木之家之番外篇1》#心理畫 心裡話         | 葉聖芬 | 女主角   | 貓克斯 |
| 2017年 | 台視 八大綜合台 公視 | 《積木之家之番外篇4》#我的恐怖情人          | 葉聖芬 | 女主角   | 曾鐵蛋 |
| 2017年 | 台視 八大綜合台 公視 | 《積木之家之番外篇7》#路邊娃娃想回家        | 葉聖芬 | 女主角   | 貓克斯 |
| 2017年 | 台視 八大綜合台 公視 | 《積木之家之番外篇10》#范宸菲的日常         | 范宸菲 | 女主角   | 練健輝 |
| 2017年 | 台視 八大綜合台 公視 | 《積木之家》植日生週記第一集                | 范宸菲 | 女主角   | 不適用 |
| 2017年 | 台視 八大綜合台 公視 | 《積木之家》植日生週記第二集                | 范宸菲 | 女主角   | 不適用 |
| 2017年 | 台視 八大綜合台 公視 | 《積木之家》植日生週記第三集                | 范宸菲 | 女主角   | 不適用 |
| 2017年 | 台視 八大綜合台 公視 | 《積木之家》植日生週記第四集                | 范宸菲 | 女主角   | 不適用 |
| 2017年 | 台視 八大綜合台 公視 | 《積木之家》植日生週記第五集                | 范宸菲 | 女主角   | 不適用 |
| 2017年 | 台視 八大綜合台 公視 | 《積木之家》植日生週記第六集                | 范宸菲 | 女主角   | 不適用 |
| 2017年 | 台視 八大綜合台 公視 | 《積木之家》植日生週記第七集                | 范宸菲 | 女主角   | 不適用 |
| 2017年 | 台視 八大綜合台 公視 | 《五味八珍的歲月之番外篇4》#吃吃之歌        | 客人   | 特別演出 | 貓克斯 |
| 2017年 | 台視 八大綜合台 公視 | 《五味八珍的歲月之番外篇6》#小姐與流氓      | 阿菲   | 女主角   | 施岑諺 |
| 2017年 | 台視 八大綜合台 公視 | 《五味八珍的歲月之番外篇7》#貴婦大作戰      | 黃夫人 | 女主角   | 練健輝 |
| 2017年 | 台視 八大綜合台 公視 | 《五味八珍的歲月之番外篇10》#耀仁訪談       | 范宸菲 | 女主角   | 施岑諺 |

### 音樂錄影帶（MV）演出
- 2013年：李宗盛〈山丘〉─飾 落跑新娘
- 2017年：范宸菲〈城市微光〉─飾 范宸菲
- 2020年：光良〈想你了〉─飾 新娘
- 2020年：李芷婷〈遠走他鄉〉─飾 情人
- 2021年：范宸菲〈In the house〉─飾 范宸菲

### 雜誌與電子雜誌
- 2019年：〈唯物之間〉 人物專訪

### 廣告
| 年份   | 產品                | 作品名稱                                                  | 備註 |
| ------ | ------------------- | --------------------------------------------------------- | ---- |
| 2012年 | 永慶房屋            | 永慶房屋《奶奶的秘密篇》微電影                            |      |
| 2015年 | 家樂福              | 「年」一起最幸福                                          |      |
| 2015年 | 斯柯達Skoda汽車     | SKODA-Rapid昕銳 畫作篇                                    |      |
| 2015年 | Protis普麗斯        | 想要一個完美微笑 《Protis普麗斯_在家面試篇》              |      |
| 2016年 | 新光保全            | 新保寶機器人                                              |      |
| 2016年 | 凡士林潤膚噴霧      | 凡士林潤膚噴霧《10秒理解學》 凡士林潤膚噴霧《10秒道歉學》 |      |
| 2016年 | 家樂福              | 擁抱是最好的母親節禮物                                    |      |
| 2016年 | 上洋家電-美國優必洗 | 《洗、愛永恆》微電影                                      |      |
| 2016年 | 肌樂                | 《告白》微電影                                            |      |
| 2016年 | AB優酪乳            | AB 優酪乳─專家篇                                          |      |
| 2016年 | 司迪生              | 去尋找下一個有意義的事物                                  |      |
| 2018年 | 肌樂                | 肌樂-味道篇                                               |      |
| 2019年 | 中華郵政            | 中華郵政-i郵箱                                            |      |
| 2019年 | 馬修優格            | 馬修在哪裡？優格就是馬修                                  |      |
| 2019年 | 博士倫              | 博士倫-舒視能                                             |      |
| 2019年 | 安麗                | 安麗-懂你篇                                               |      |
| 2022年 | Dr's Formula洗髮精  | Dr's Formula髮根強化的專家 挺女生每個樣子_柔韌女生篇      |      |
| 2023年 | AIMICO益生菌        | Me,Myself and AIMICO                                      |      |

## 劇場作品

### 舞台劇／音樂劇
| 年份   | 劇名                   | 劇團                         | 備註                     |
| ------ | ---------------------- | ---------------------------- | ------------------------ |
| 2008年 | 野餐時間               | 麥高芬劇團                   | 政治大學傳播學院劇場公演 |
| 2009年 | 偷窺我們家             | 麥高芬劇團                   | 政治大學傳播學院劇場公演 |
| 2009年 | 麥田花                 | 麥高芬劇團                   | 政治大學傳播學院劇場公演 |
| 2010年 | 大家都愛潘金蓮         | 麥高芬劇團                   | 政治大學傳播學院劇場公演 |
| 2010年 | 活生的Want想           | 呼吸Want劇團                 | 第四屆臺北藝穗節系列演出 |
| 2011年 | 跟著我們演一圈         | 呼吸Want劇團                 | 一個月之環島巡演計畫     |
| 2011年 | 畢業紀念冊             | 沙盒戲場劇團                 |                          |
| 2012年 | 神箭                   | 無獨有偶劇團                 |                          |
| 2012年 | 收信快樂               | 呼吸Want劇團                 | 第五屆臺北藝穗節系列演出 |
| 2012年 | 明天會是好天氣嗎       | 北藝大戲劇學院冬季公演       |                          |
| 2013年 | 她殺了他的孩子         | 臺北海鷗劇場                 |                          |
| 2013年 | 第一爐香               | 北藝大研究所獨奏會           |                          |
| 2014年 | 第三次世界大戰攻略指南 | 北藝大戲劇學院春季公演       |                          |
| 2015年 | 非關旁白               | 什物咖啡獨立製作             |                          |
| 2015年 | 99封告白信             | 好野工作室                   |                          |
| 2015年 | 杏仁豆腐心             | 排演經驗                     | 第八屆臺北藝穗節系列演出 |
| 2015年 | 電台屍令II：終戰屋     | 盜火劇團                     |                          |
| 2021年 | 浮世百願               | 玩故事有限公司、貪食德工作室 | 互動式探索劇場           |
| 2022年 | 樂土                   | Thinkers' Studio 思劇團      | 六堆頭劇場               |
| 2023年 | 倒數婚姻               | 故事工廠                     |                          |

## 演出活動

### 大型典禮演出
| 年份   | 頒獎典禮     | 演出主題   | 共同表演者                       | 演出內容                                       |
| ------ | ------------ | ---------- | -------------------------------- | ---------------------------------------------- |
| 2023年 | 第58屆金鐘獎 | 向導演致敬 | 鍾欣凌（引言）、Sonicues躍演劇團 | 〈卡麥啦Action〉 〈我的未來不是夢〉 〈向前行〉 |

## 音樂作品

### 錄音室專輯
| 發行順序 | 資料                                                                          | 曲目 |
| -------- | ----------------------------------------------------------------------------- | --- |
| 1st      | 《弄丟的方法》 - 發行日期：2022年12月30日 - 唱片公司：當道音樂 - 語言：客家語 | 曲目 1. 張毋見忒 2. 月光 3. 讓我說進你心裡 4. 我愛轉來了 5. 日頭花下个故事 6. 什麼都讓我想起 7. 彼一工 8. 有一朵花 9. 奶油課 10. 一絲氣息的路 |

### 創作單曲
- 2014年-2020年持續創作，目前 累積三十餘首個人詞曲創作歌曲，包含:
- 2014年 BenQ東海岸音樂創作營《無聊的魅力》佳作
- 2017年 植劇場戲劇《天黑請閉眼》片尾曲《黑暗之光》作詞及演唱
- 2018年 獨立書店巡迴演唱主題曲《Welcom》
- 2019年 客家流行音樂大賽第三名作品《我愛轉來了》
- 2020年 客家流行音樂大賽入圍作品《分亻厓講入若心肚》
- 2021年 《In the house》 紀錄疫情期間創作歌曲
- 2021年 網路戲劇《國際橋牌社2》插曲《最好的時機》作詞、作曲及演唱
- 2024年 電影《她說》片尾曲《我想知道》作詞、作曲及演唱

### 得獎與配唱
- 2014年 BenQ東海岸音樂創作營《無聊的魅力》佳作
- 2017年 植劇場戲劇《天黑請閉眼》片尾曲《黑暗之光》作詞及演唱
- 2019年 客家流行音樂大賽第三名與最佳作詞《我愛轉來了》
- 2020年 客家工唱傳播基金會，防疫歌曲《Yes We Can》 參與配唱

### 現場演唱
- 《大同大學校園演唱》
- 《積木之家見面會》
- 《跑路方案演唱會》
- 《「小聚集」之范宸菲來唱歌》
- 《海邊卡夫卡表演》
- 2017年 《麵包屑巡演2.0（臺灣東部）》
- 2017年《礁溪音樂節》
- 2018年 《臺北地景公共藝術計畫》
- 2018年 《河岸留言表演》
- 2018年-2019年 《獨立書店巡唱運動》53場
- 2019年 《空中書店巡唱計畫》6場
- 2020年 《2020客家浪潮》
- 2020年 《唱歌實驗所之客家新生代》
- 2020年 《收秋-客家秋日音樂會》
- 2020年 《在現場證明》公益演唱

## 主持作品

### 電視節目
| 主持年份 | 節目名稱       | 播放平台   | 時段          |
| 2025年   | 《文學跳曼波》 | 公視台語台 | 每週二PM 9:00 |

### 網路節目
| 主持年份 | 節目名稱             | 播放平台                   | 時段          |
| 2021年   | 《分亻厓講入若心肚》 | YouTube-客家公共傳播基金會 | 隔週五PM 7:00 |

### 廣播節目
| 主持年份      | 節目名稱     | 電台名稱         | 時段               |
| 2020年~2021年 | 《下夜書店》 | 『講客廣播電台』 | 每週一AM 3:00-4:00 |

### Podcast節目
| 主持年份 | 節目名稱         | 播放平台 | 備註             |
| 2024年   | 《不專業聊職業》 | Spotify  | 與邱瑞清搭檔主持 |
| 2024年   | 《不專業逛超市》 | KKBOX    | 與邱瑞清搭檔主持 |
| 2025年   | 《女也有今天》   | YouTube  | 與[[]]搭檔主持   |

## 獎項紀錄
| 年份   | 頒獎典禮                  | 獎項                     | 作品                 | 角色   | 結果         |
| ------ | ------------------------- | ------------------------ | -------------------- | ------ | ------------ |
| 2021年 | 110年臺灣原創流行音樂大獎 | 客語組                   | 《月光》             | 不適用 | 提名         |
| 2021年 | 110年臺灣原創流行音樂大獎 | 客語組                   | 《分亻厓講入若心肚》 | 不適用 | 獲獎（佳作） |
| 2022年 | 111年臺灣原創流行音樂大獎 | 客語組                   | 《什麼都讓我想起》   | 不適用 | 提名         |
| 2022年 | 第57屆金鐘獎              | 戲劇節目女主角獎         | 《國際橋牌社2》      | 蘇婉甄 | 提名         |
| 2023年 | 第16屆Freshmusic Awards   | 最佳新人獎               | 《弄丟的方法》       | 不適用 | 提名         |
| 2024年 | 第3屆客聲獎               | Podcast組 知識教育節目獎 | 《不專業聊職業》     | 不適用 | 獲獎         |
| 2024年 | 第3屆客聲獎               | Podcast組 生活風格節目獎 | 《不專業逛超市》     | 不適用 | 獲獎         |
| 2024年 | 第3屆客聲獎               | 廣播組 藝術文化節目獎    | 《下夜書店》         | 不適用 | 提名         |

## 外部連結
- 范宸菲的Facebook專頁
- 范宸菲的Instagram帳戶
- 范宸菲的新浪微博